# ブーチネ
ブーチネ (伊: Bucine) は、イタリア共和国トスカーナ州アレッツォ県にある、人口約9,900人の基礎自治体（コムーネ）。

## 地理

### 位置・広がり

#### 隣接コムーネ
隣接するコムーネは以下の通り。括弧内のSIはシエーナ県所属を示す。
- カステルヌオーヴォ・ベラルデンガ (SI)
- チヴィテッラ・イン・ヴァル・ディ・キアーナ
- ガイオーレ・イン・キアンティ (SI)
- ラテリーナ・ペルジネ・ヴァルダルノ (ペルジネ・ヴァルダルノ)
- モンテ・サン・サヴィーノ
- モンテヴァルキ
- ラポラーノ・テルメ (SI)

### 気候分類・地震分類
ブーチネにおけるイタリアの気候分類 (it) および度日は、zona D, 2050 GGである。
また、イタリアの地震リスク階級 (it) では、zona 3 (sismicità bassa) に分類される。

## 行政

### 分離集落
ブーチネには以下の分離集落（フラツィオーネ）がある。
- Ambra, Badia Agnano, Badia a Roti, Capannole, Cennina, Duddova, Levane, Mercatale-Torre, Montebenichi, Pietraviva, Pogi, Rapale, San Leolino, San Pancrazio

## 文化・観光
「スローシティ」加盟都市である。